# Battaglia di Zborov (1917)
La battaglia di Zborov (in cecoslovacco bitva u Zborova) fu una piccola parte dell'offensiva Kerenskij della prima guerra mondiale ed ebbe luogo nel luglio del 1917. Questa battaglia vide per la prima volta la significativa partecipazione delle Legioni cecoslovacche sul fronte orientale. Questa azione fu l'unica, di tutta l'offensiva, ad avere successo.

## Antefatti
Poiché l'affidabilità di molte formazioni militari russe era in dubbio, furono utilizzate solamente quelle unità che volontariamente si offrirono di partecipare all'offensiva. Tra queste unità c'era la Brigata cecoslovacca di fucilieri (Československá střelecká brigáda), formata da tre reggimenti di Cechi e Slovacchi, per un totale di circa 3'500 uomini. La brigata era scarsamente equipaggiata ed i suoi soldati erano poco addestrati. In più, essa era al primo vero impiego operativo: in precedenza il Comando russo aveva usato alcune unità di questa brigata, principalmente per compiti di ricognizione. La brigata era comandata dal colonnello russo V.P. Trojanov, ma l'assalto tattico fu pianificato da ufficiali cechi.

La brigata fu dispiegata nei pressi di Zboriv, un paese che al giorno d'oggi si trova in Ucraina, in un settore di importanza secondaria. La 4ª divisione russa la proteggeva da nord, mentre il fianco sud era coperto dalla 6ª divisione. L'esercito austro-ungarico aveva dispiegato quattro reggimenti (il 6°, il 35°, il 75° e l'86°), per un totale di circa 12 000 uomini.

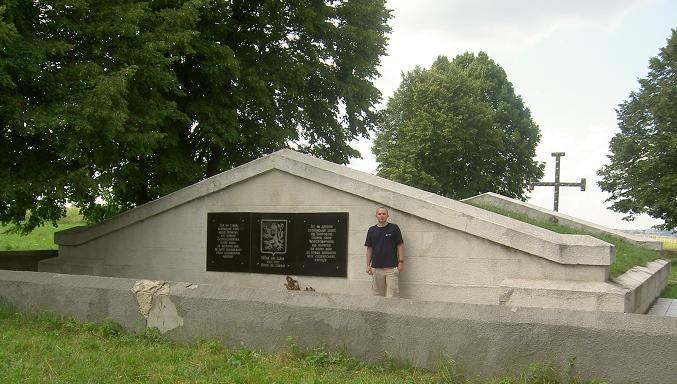
Il memoriale dei legionari uccisi durante la battaglia, Kalinivka, Ucraina.

## La battaglia
Alle 05:15 del 2 luglio, il secondo giorno dell'offensiva, dopo un iniziale bombardamento di artiglieria, alcuni piccoli gruppi di Legionari, equipaggiati con granate, attaccarono il nemico. Dopo che essi ebbero fatto breccia nel filo spinato, le unità che li seguivano continuarono l'attacco. Alle 15:00 i Legionari erano avanzati in profondità nel territorio nemico, facendo breccia tra le linee di trincee austro-ungariche. Avevano catturato circa 3'300 soldati nemici, di cui 62 ufficiali, 20 cannoni e una grande quantità di equipaggiamenti militari, perdendo 167 uomini (a cui se ne aggiunsero altri 17 nei giorni seguenti per le ferite riportate durante i combattimenti): inoltre, vi furono 11 dispersi e circa 700 feriti.
Il loro comandante capo, il professor T. G. Masaryk, osservò la battaglia di San Pietroburgo a distanza, usando telegrammi e tavole da guerra.

## Conseguenze
Questa vittoria non ebbe, per altro, un profondo effetto sull'esito dell'offensiva. La battaglia, però, diede un notevole contributo alla propaganda della resistenza cecoslovacca e convinse il governo russo a porre termine alle limitazioni di movimento delle unità formate da soldati cechi e slovacchi catturati durante la guerra. In più, la notizia dell'impresa dei Legionari giunse alle orecchie dei Cechi che vivevano nell'Austria-Ungheria, seppur ogni riferimento riguardo ai volontari cechi che combattevano per l'Intesa fu soppresso dalla censura. La sorprendente vittoria ottenuta dalle piccole unità cecoslovacche spinse alcuni politici austriaci a domandare che venisse effettuata un'investigazione per presunto tradimento di alcune unità ceche nell'esercito austro-ungarico: ciò rese famosi i Legionari in tutto l'Impero.
Dopo la guerra la battaglia fu usata per propagandare una sorta di culto militare nei confronti delle Legioni cecoslovacche, "pietra d'angolo del nuovo stato cecoslovacco". Durante l'occupazione tedesca della Cecoslovacchia e, successivamente, quando il Partito Comunista di Cecoslovacchia prese il potere, questa la memoria di questo scontro fu soppressa o ignorata.

## Nelle arti
La battaglia fu rappresentata nel 1938 nel film di propaganda Zborov, in lingua ceca. Il film era basato sulla storia di Rudolf Medek e fu diretto da Jiří Slavíček e Jan Alfréd Holman.
A causa della Conferenza di Monaco, una versione accorciata dello Zborov fu proiettata, per la prima volta, nel gennaio del 1939.